# China illustrata

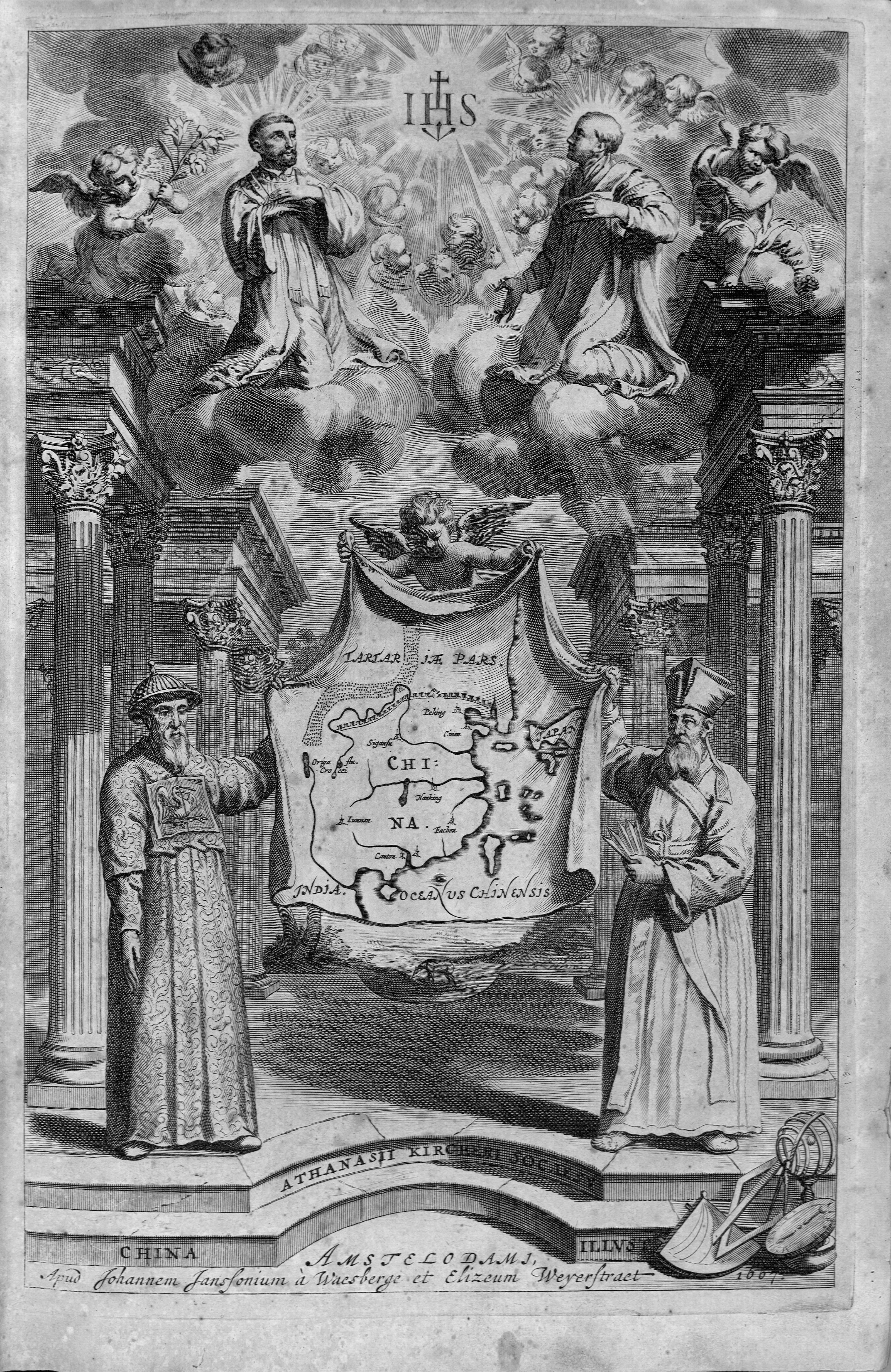
Frontispiz mit den Jesuitenmissionaren Adam Schall von Bell und Matteo Ricci

China illustrata ist ein Buch mit 237 Seiten, das von dem Jesuiten Athanasius Kircher 1667 in Amsterdam veröffentlicht wurde. 

## Bedeutung
China illustrata wurde ursprünglich auf Lateinisch herausgegeben und dann in verschiedene Sprachen übersetzt: Niederländisch (1668), Englisch (1669) und Französisch (1670). Es enthielt zum damaligen Zeitpunkt die Summe des abendländischen Wissens über China, Tibet und den Fernen Ostens mit zahlreichen Illustrationen und war ein großer Erfolg. Heute gilt es als Anfang der westlichen Sinologie.

## Titel
Der vollständige lateinische Titel war: „Athanasii Kircheri e Soc. Jesu China monumentis, qua sacris qua profanis, nec non variis Naturae et artis spectaculis, aliarumque rerum memorabilium argumentis illustrata, auspiciis Leopoldi primi, Roman. Imper. Semper augusti Munificentissimi Mecaenatis.“
Das Imprimatur wurde am 14. November 1664 vom Jesuitengeneral Giovanni Paolo Oliva erteilt, dem es von Kircher gewidmet wurde.

## Inhalt

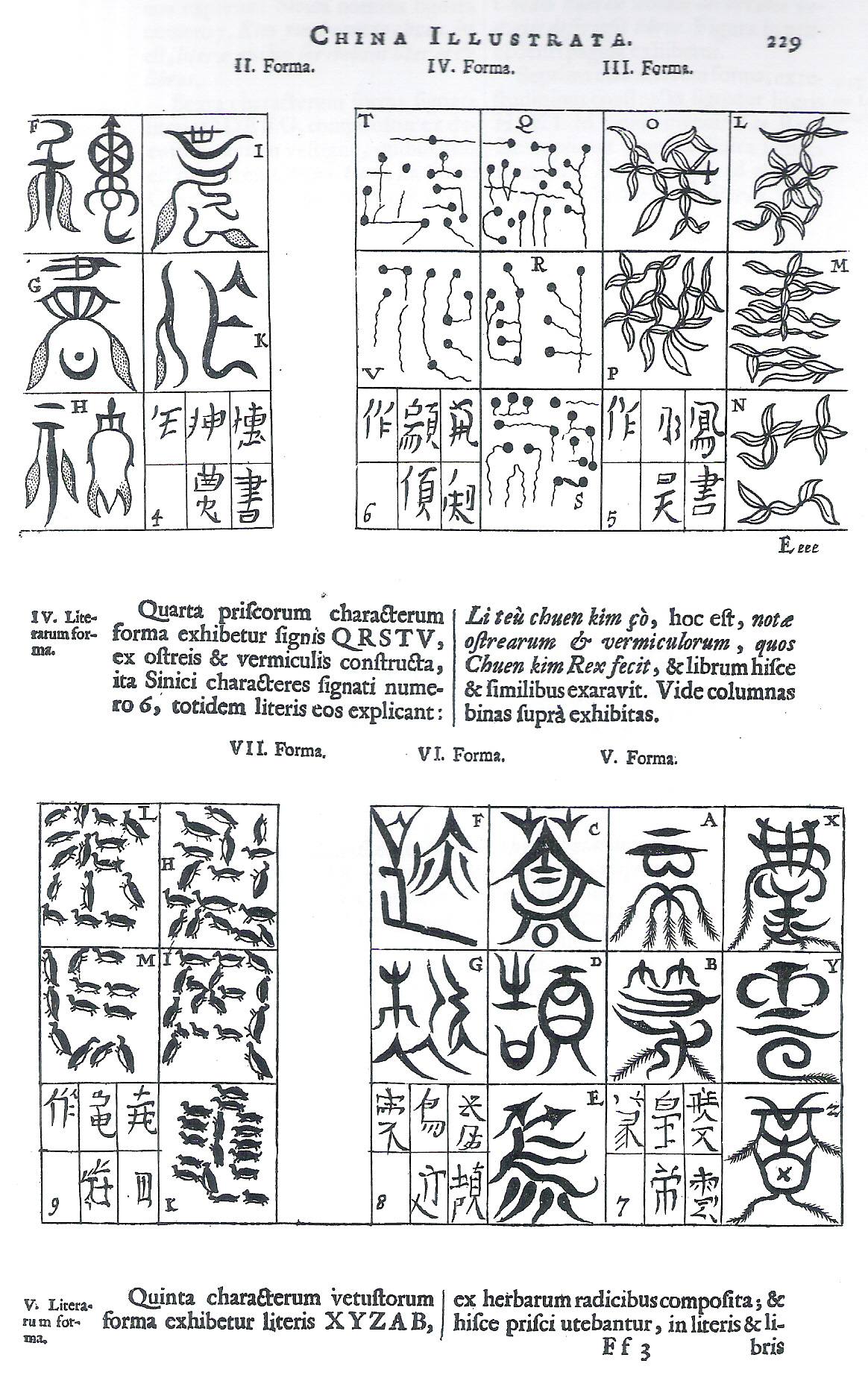
Kirchers Versuch, die chinesischen Schriftzeichen zu erklären

Das Werk war eine Enzyklopädie über das Kaiserreich China, welche akkurate Kartografie mit mystischen Elementen wie Drachen verband. Es betont die christlichen Elemente der chinesischen Geschichte: Kircher erwähnt die frühe Anwesenheit von Nestorianern, aufgrund der Nestorianischen Stele, die 1625 in der chinesischen Stadt Xi’an (damals: Sianfu) entdeckt worden war. Er betrachtete das Denkmal als einen Beweis dafür, dass in China bereits eintausend Jahre zuvor ein Evangelium verkündet worden sei.
Kircher schrieb jedoch auch, dass die Chinesen Nachkommen von Ham seien und dass die chinesischen Schriftzeichen nach Asien abgewandelte Hieroglyphen seien. In dieser Zeit übernahm der erste chinesische Kaiser Fu Xi (Fohi) von Ham die Hieroglyphenschrift und entwickelte sie zur chinesischen Schrift.

## Kapitel
Das Buch ist in sechs Abschnitte unterteilt:
1. Das erste Kapitel (42 Seiten) ist der Nestorianischen Inschrift gewidmet.
2. Das zweite Kapitel (78 Seiten) gibt einen Überblick zur Geschichte der Reisewege nach China.
3. Im dritten Kapitel (38 Seiten) verficht Kircher die These, der Götzendienst sei von Ägypten aus über Persien und Indien nach China gelangt.
4. Das vierte Kapitel (44 Seiten) hat die Flora und Fauna Chinas zum Gegenstand.
5. Das fünfte Kapitel (11 Seiten) ist der Architektur und den mechanischen Künsten gewidmet.
6. Im sechsten Kapitel (Literatur und Schrift, 12 Seiten) vertritt Kircher die These, die chinesischen Schriftzeichen gingen auf konkrete Bildinhalte zurück.